# Anari No. 1
Anari No. 1 è un film del 1999 diretto da Kuku Kohli.